# Tabanus fumomarginatus
Tabanus fumomarginatus är en tvåvingeart som beskrevs av James Stewart Hine 1920. Tabanus fumomarginatus ingår i släktet Tabanus och familjen bromsar. Inga underarter finns listade i Catalogue of Life.